# Allagelena opulenta
Allagelena opulenta là một loài nhện trong họ Agelenidae.
Loài này thuộc chi Allagelena. Allagelena opulenta được Ludwig Carl Christian Koch miêu tả năm 1878.